# Здесь не кусаются
«Здесь не кусаются» — советский чёрно-белый мультфильм 1937 года. Лента находится в общественном достоянии, так как выпущена более 70 лет назад.

## Сюжет
Зимний лес. Зверята отправляются на каток, при входе на который висит табличка «Здесь не кусаются!» Туда же приходит покататься Волк, который на льду сама вежливость. Этим он прельщает молодую Зайчиху, которая отправляется с ним гулять после катания. Её приятель-Заяц чует неладное, и вместе со своими друзьями-музыкантами бросается вдогонку парочке. Действительно, отведя Зайчиху поглубже в чащу, Волк нападает на неё. Друзья рядом, они ударяют в барабаны, дуют в трубы, чем сильно пугают хищника, и тот убегает.